# Santo Onofre
Santo Onofre est une freguesia portugaise du district de Leiria située dans la sous-région de l’Ouest.
Avec une superficie de 9,11 km2 et une population de 10 775 habitants (2001), la paroisse possède une densité de 1 182,8 hab/km2.